# Pygocryptus brevicornis
Pygocryptus brevicornis är en stekelart som först beskrevs av Carl Gustav Alexander Brischke 1881.  I den svenska databasen Dyntaxa används istället namnet Pygocryptus grandis. Pygocryptus brevicornis ingår i släktet Pygocryptus och familjen brokparasitsteklar. Arten är reproducerande i Sverige.

## Underarter
Arten delas in i följande underarter:
- P. b. cruentus
- P. b. echthroides
- P. b. oribasus